# Lepnica (Orašje)
Pour les articles homonymes, voir Lepnica.
Lepnica (en serbe cyrillique : Лепница) est un village de Bosnie-Herzégovine. Il est situé dans la municipalité d'Orašje, dans le canton de la Posavina et dans la fédération de Bosnie-et-Herzégovine. Selon les premiers résultats du recensement bosnien de 2013, il compte 38 habitants.
Avant 1991, le village était rattaché à la localité de Vidovice ; depuis 1991, il est recensé comme une entité administrative à part entière. Avant la guerre de Bosnie-Herzégovine, il faisait entièrement partie de la municipalité d'Orašje ; après la guerre, son territoire a été partiellement rattaché à la municipalité de Donji Žabar nouvellement créée et intégrée à la république serbe de Bosnie.

## Démographie

### Évolution historique de la population
| 1948 | 1953 | 1961 | 1971 | 1981 | 1991 | 2013 |
| ---- | ---- | ---- | ---- | ---- | ---- | ---- |
| -    | -    | -    | -    | -    | 140  | 38   |

|  |